# بنیاد مطالعات اسپرانتو
بنیاد مطالعات اسپرانتو (به انگلیسی: Esperantic Studies Foundation) یک نهاد پژوهشی-آموزشی در جهت ارتقاء و ترویج زبان اسپرانتو در سطوح بین‌المللی می باشد. این بنیاد همچین به‌طور ویژه به مسائل ارتباط بینازبانی در سطوح آموزش عالی در آمریکای شمالی می پردازد. پروژه آموزشی این بنیاد در وبسایت چند زبانه بیاموز! (به اسپرانتو: !Lernu) طرح ریزی شده است.